# Monteneuf
Monteneuf (bret. Monteneg) – miejscowość i gmina we Francji, w regionie Bretania, w departamencie Morbihan.
Według danych na rok 1990 gminę zamieszkiwały 713 osoby, a gęstość zaludnienia wynosiła 23 osoby/km² (wśród 1269 gmin Bretanii Monteneuf plasuje się na 713. miejscu pod względem liczby ludności, natomiast pod względem powierzchni na miejscu 260.).